# Її сестра з Парижа
«Її сестра з Парижа» (англ. Her Sister from Paris) — американська кінокомедія режисера Сідні Франкліна 1925 року.

## Сюжет
Подружжя свариться, дружина йде. Сестра дружини, знаменита танцюристка, вирішує допомогти їй провчити чоловіка…

## У ролях
- Констанс Толмадж — Гелен Вайрінгер / Ла Перрі
- Рональд Колман — Джозеф Вайрінгер
- Джордж К. Артур — Роберт Велл
- Гертруда Клер — Анна — економка
- Маріо Карілло — король